# Antonio Carlos Júnior
Antônio Carlos Coelho de Figueiredo Barbosa Júnior, mais conhecido como Cara de Sapato (João Pessoa, 16 de março de 1990), é um lutador de jiu-jítsu brasileiro (BJJ) e artes marciais mistas (MMA) brasileiro peso meio-pesado da Professional Fighters League (PFL).
Antônio começou nas artes marciais pelo jiu-jítsu brasileiro, onde se tornou multicampeão, ganhando o Campeonato Mundial em 2006 (categoria faixa azul júnior) em 2010 (em duas categorias: peso-pesado e absoluto na faixa marrom). Além de ter ganhado o Campeonato Pan-Americano e o Campeonato Brasileiro em 2012.
"Cara de Sapato" começou sua carreia no MMA em 2013 fazendo eventos menores no nordeste. Em 2014, foi campeão do The Ultimate Fighter: Brasil 3 no peso pesado, competiu na mesma categoria, com algumas participações no peso-médio, no Ultimate Fighting Championship (UFC) de 2014 até 2021, e atualmente compete na Professional Fighters League (PFL), onde foi campeão Meio-Pesado em 2021.
Em 2023, participou do reality show Big Brother Brasil 23. Antônio foi eliminado do programa após uma investigação por importunação sexual relacionada a Dania Mendez, uma participante mexicana que fazia intercâmbio no BBB.

## Carreira

### Início
Antônio iniciou sua carreira no MMA em 2013, lutando em eventos no nordeste do Brasil. Cara de Sapato treinou durante um tempo na equipe Nordeste Jiu-Jitsu e na Champion Team, treinando ao lado de lutadores do UFC como Hugo Viana e o ex-campeão Peso Pesado do UFC, Júnior dos Santos.

### The Ultimate Fighter: Brasil 3
Com sua entrada no The Ultimate Fighter: Brasil 3, Cara de Sapato começou a realizar seus treinamentos na academia Nova União no Rio de Janeiro treinando com os campeões do UFC José Aldo e Renan Barão.
Cara de Sapato conseguiu sua vaga na casa ao derrotar Guilherme Viana na luta preliminar por nocaute técnico no primeiro round.
Cara de Sapato foi a escolha número um para a equipe de Wanderlei Silva. Nas quartas de finais, Cara de Sapato nocauteou Edgard Magrão com apenas 11 segundos de luta e garantiu sua vaga na semifinal.
Na semifinal, ele enfrentou Marcos Lima, que havia falado que não gostava das brincadeiras de Cara de Sapato e por isso o escolheu para lutar. Antônio venceu a luta por finalização com um mata leão no primeiro round, garantindo sua vaga na final do TUF Brasil 3.

### Ultimate Fighting Championship
Cara de Sapato fez a final do TUF Brasil 3 na categoria Peso Pesado contra o veterano Vitor Miranda em 31 de Maio de 2014 no UFC Fight Night: Miocic vs. Maldonado. Ele venceu por decisão unânime, se tornando o campeão do TUF Brasil 3 no Peso Pesado.
Em sua estréia nos meio pesados ele enfrentou Patrick Cummins em 20 de Dezembro de 2014 no UFC Fight Night: Machida vs. Dollaway. Ele foi derrotado por decisão unânime. Com a derrota, Cara de Sapato esboçou desejo de descer para o peso médio.
Antônio enfrentou o vencedor do TUF 19 Eddie Gordon em 27 de Junho de 2015 no UFC Fight Night: Machida vs. Romero em sua estréia nos médios. Ele venceu a luta por finalização no terceiro round após dominar a luta inteira.
Antonio enfrentou Kevin Casey em 10 de Dezembro de 2015 no UFC Fight Night: Namajunas vs. VanZant. Nos primeiros segundos de luta, Antonio acertou o olho de Casey acidentalmente. Casey foi incapaz de continuar na luta e como a luta ainda não havia passado da metade, foi declarada como Sem Resultado.
No dia 19 de março de 2016, Cara de Sapato enfrentou o Neo Zelandês Dan Kelly e perdeu por nocaute técnico.
Cara de Sapato enfrentou o compatriota Augusto Leleco em 17 de Setembro de 2016 no UFC Fight Night: Poirier vs. Johnson, o combate permaneceu morno durando o primeiro e o segundo round, no terceiro round Cara de Sapato fez prevalecer sua técnica e venceu o embate por finalização.
Carlos Júnior enfrentou Ian Heinisch no UFC Fight Night: dos Anjos vs. Lee em 18 de maio de 2019. Ele perdeu a luta por decisão unânime.
Carlos Júnior enfrentou Uriah Hall no dia 14 de setembro de 2019 no UFC on ESPN+ 16. Ele perdeu a luta por decisão dividida.
Carlos Júnior estava escalado para enfrentar Brad Tavares em 14 de março de 2020 no UFC Fight Night 170. No entanto, Tavares foi forçado a desistir da luta devido a uma lesão no ligamento cruzado anterior (LCA), e foi substituído por Makhmud Muradov. Por sua vez, Carlos Júnior sofreu uma lesão não especificada e a luta foi cancelada do evento. A luta com Brad Tavares foi remarcada para 24 de janeiro de 2021 no UFC 257. Carlos Júnior perdeu a luta por decisão unânime.
Somando três derrotas na organização, no dia 4 de fevereiro de 2021, foi anunciado que Carlos Júnior foi dispensado do contrato com o UFC.

### Professional Fighters League

#### Temporada 2021
No dia 6 de março de 2021, foi anunciado pelo empresário de Carlos Júnior que ele havia assinado com a Professional Fighters League e estaria competindo na temporada de 2021. Ele fez sua estreia no PFL contra Tom Lawlor em 29 de abril de 2021 no PFL 2. Ele venceu a luta com uma guilhotina no primeiro round.
Carlos Júnior enfrentou o compatriota e veterano do MMA Vinny Magalhães no PFL 5 em 17 de junho de 2021. No meio do primeiro round, Júnior acertou Magalhães com uma joelhada acidental na virilha, impossibilitando-o de continuar. Isso fez com que a luta fosse declarada um No Contest.
Carlos Júnior enfrentou Emiliano Sordi nas Semifinais do torneio Meio Pesado no dia 27 de agosto de 2021 no PFL 9. Ele venceu a luta por decisão unânime.
Carlos Júnior enfrentou Marthin Hamlet nas Finais do torneio Meio Pesado no dia 27 de outubro de 2021 no PFL 10. Ele venceu a luta por mata-leão no primeiro round, vencendo o Torneio Meio-Pesado PFL 2021 e o prêmio de 1 milhão de dólares.

#### Temporada 2022
Carlos Júnior enfrentou Delan Monte no dia 20 de abril de 2022, no PFL 1. Ele venceu 29 segundos de luta com um estrangulamento.
Carlos Júnior enfrentou Bruce Souto no dia 17 de junho de 2022, no PFL 4. Ele venceu a luta por decisão unânime.
Carlos Júnior estava escalado para enfrentar Omari Akhmedov nas Semifinais do torneio Meio Pesado no dia 5 de agosto de 2022, no PFL 7. No entanto, ele sofreu uma lesão no LCA que exigiu cirurgia, deixando-o de lado pelo resto do ano.

## Campeonatos e realizações

### Artes marciais mistas
- Ultimate Fighting Championship
  - The Ultimate Fighter: Vencedor do Torneio Peso Pesado do Brasil 3
  - Empatado (com Thales Leites, Rousimar Palhares e Demian Maia) como o segundo maior número de vitórias por finalização na história dos médios do UFC (cinco).[33]
- Professional Fighters League
  - Campeonato Meio-Pesado da PFL 2021

### Jiu-jitsu brasileiro[5]
- 1º Lugar Campeonato Pan-Americano IBJJF (2012)
- 1º Lugar Campeonato Brasileiro CBJJ (2012)
- 2º Lugar Campeonato Pan-Americano IBJJF (2012)
- 1º Lugar Campeonato Mundial IBJJF (faixa marrom 2010)
- 1º Lugar Campeonato Brasileiro CBJJ (2011/2010 faixa marrom, 2009/faixa roxa, 2008 faixa azul)
- 1º Lugar Campeonato Brasileiro Juvenil CBJJ (2007)
- 1º Lugar Campeonato Sul-Americano IBJJF (2008 faixa roxa, azul 2007 júnior)
- 1º Lugar Campeonato Sul-Americano Juvenil da IBJJF (2007)
- 1º Lugar Nacional da Seleção Brasileira CBJJ (2008 / 2007)

## Filmografia

### Televisão
| Ano  | Título               | Papel                          | Notas                          | Ref.   |
| ---- | -------------------- | ------------------------------ | ------------------------------ | ------ |
| 2014 | The Ultimate Fighter | Participante                   | The Ultimate Fighter: Brasil 3 | [ 34 ] |
| 2023 | Big Brother Brasil   | Participante (Desclassificado) | Temporada 23                   | [ 35 ] |

## Cartel no MMA
| Cartel no MMA   |             |            |
| 16 lutas        | 10 vitórias | 5 derrotas |
| Por nocaute     | 0           | 1          |
| Por finalização | 8           | 0          |
| Por decisão     | 2           | 4          |
| No contest      | 1           | 1          |

| Res.    | Cartel   | Oponente                   | Método                                     | Evento                                 | Data       | Round | Tempo | Local               | Notas                                                                |
| ------- | -------- | -------------------------- | ------------------------------------------ | -------------------------------------- | ---------- | ----- | ----- | ------------------- | -------------------------------------------------------------------- |
| Vitória | 15–5 (2) | Bruce Souto                | Decisão (unânime)                          | PFL 4                                  | 17/06/2022 | 3     | 5:00  | Atlanta             |                                                                      |
| Vitória | 14–5 (2) | Delan Monte                | Finalização (estrangulamento brabo)        | PFL 1                                  | 20/04/2022 | 1     | 0:29  | Arlington, Texas    |                                                                      |
| Vitória | 13–5 (2) | Marthin Hamlet             | Finalização (mata-leão)                    | PFL 10                                 | 27/10/2021 | 1     | 3:49  | Hollywood, Flórida  | Venceu o Torneio Meio-Pesado do PFL 2021.                            |
| Vitória | 12–5 (2) | Emiliano Sordi             | Decisão (unânime)                          | PFL 9                                  | 27/08/2021 | 3     | 5:00  | Hollywood, Flórida  | Semifinais do Torneio Meio-Pesado do PFL 2021.                       |
| NC      | 11–5 (2) | Vinny Magalhães            | Sem Resultado (golpe na virílha acidental) | PFL 5                                  | 17/06/2021 | 1     | 2:45  | Atlantic City       | Um golpe acidental na virilha impossibilitou Magalhães de continuar. |
| Vitória | 10-5 (1) | Tom Lawlor                 | Finalização (guilhotina)                   | PFL 2                                  | 29/04/2021 | 1     | 4:43  | Atlantic City       |                                                                      |
| Derrota | 10-5 (1) | Brad Tavares               | Decisão (unânime)                          | UFC 257: Poirier vs. McGregor 2        | 23/01/2021 | 3     | 5:00  | Abu Dhabi           |                                                                      |
| Derrota | 10-4 (1) | Uriah Hall                 | Decisão (dividida)                         | UFC Fight Night: Cowboy vs. Gaethje    | 14/09/2019 | 3     | 5:00  | Vancouver           |                                                                      |
| Derrota | 10-3 (1) | Ian Heinisch               | Decisão (unânime)                          | UFC Fight Night: dos Anjos vs. Lee     | 18/05/2019 | 3     | 5:00  | Rochester, New York |                                                                      |
| Vitória | 10-2 (1) | Tim Boetsch                | Finalização (mata leão)                    | UFC on Fox: Poirier vs. Gaethje        | 14/04/2018 | 1     | 4:28  | Glendale, Arizona   |                                                                      |
| Vitória | 9-2 (1)  | Jack Marshman              | Finalização (mata-leão)                    | UFC Fight Night: Brunson vs. Machida   | 28/10/2017 | 1     | 4:30  | São Paulo           |                                                                      |
| Vitória | 8-2 (1)  | Eric Spicely               | Finalização (mata-leão)                    | UFC 212: Aldo vs. Holloway             | 03/06/2017 | 2     | 3:49  | Rio de Janeiro      |                                                                      |
| Vitória | 7-2 (1)  | Marvin Vettori             | Decisão (unânime)                          | UFC 207: Nunes vs. Rousey              | 30/12/2016 | 3     | 5:00  | Las Vegas, Nevada   |                                                                      |
| Vitória | 6-2 (1)  | Leonardo Augusto Guimarães | Finalização (mata-leão)                    | UFC Fight Night: Poirier vs. Johnson   | 17/09/2016 | 3     | 4:46  | Hidalgo, Texas      |                                                                      |
| Derrota | 5-2 (1)  | Dan Kelly                  | Nocaute Técnico (socos)                    | UFC Fight Night: Hunt vs. Mir          | 19/03/2016 | 3     | 1:36  | Brisbane            |                                                                      |
| NC      | 5-1 (1)  | Kevin Casey                | Sem Resultado (golpe no olho)              | UFC Fight Night: Namajunas vs. VanZant | 10/12/2015 | 1     | 0:11  | Las Vegas, Nevada   |                                                                      |
| Vitória | 5-1      | Eddie Gordon               | Finalização (mata leão)                    | UFC Fight Night: Machida vs. Romero    | 27/06/2015 | 3     | 4:37  | Hollywood, Flórida  | Estréia nos Médios.                                                  |
| Derrota | 4-1      | Patrick Cummins            | Decisão (unânime)                          | UFC Fight Night: Machida vs. Dollaway  | 20/12/2014 | 3     | 5:00  | Barueri             | Estréia nos Meio-Pesados.                                            |
| Vitória | 4-0      | Vitor Miranda              | Decisão (unânime)                          | UFC Fight Night: Miocic vs. Maldonado  | 31/05/2014 | 3     | 5:00  | São Paulo           | Estreia no UFC; Ganhou o TUF Brasil 3 no Peso Pesado.                |
| Vitória | 3-0      | Ednaldo Novaes             | Finalização (triângulo de braço)           | Champion Fights 2                      | 26/10/2013 | 1     | 4:16  | Salvador            |                                                                      |
| Vitória | 2-0      | Geronimo Oliveira          | Finalização (chave de braço)               | Imperium - MMA Pro 6                   | 14/09/2013 | 1     | 1:41  | Feira de Santana    |                                                                      |
| Vitória | 1-0      | Celivaldo da Silva         | Finalização (triângulo de braço)           | Nordeste MMA 1                         | 20/07/2013 | 1     | 1:02  | Salvador            |                                                                      |

### Cartel noTUF Brasil 3
| Res.    | Cartel | Oponente           | Método                  | Evento       | Data                  | Round | Tempo | Local     | Notas            |
| ------- | ------ | ------------------ | ----------------------- | ------------ | --------------------- | ----- | ----- | --------- | ---------------- |
| Vitória | 3-0    | Marcos Lima        | Finalização (mata leão) | TUF Brasil 3 | 20/05/2014 (exibição) | 1     | 3:22  | São Paulo | Semifinal        |
| Vitória | 2-0    | Edgard Castaldelli | Nocaute (soco)          | TUF Brasil 3 | 30/03/2014 (exibição) | 1     | 0:11  | São Paulo | Quartas de Final |
| Vitória | 1-0    | Guilherme Viana    | Nocaute Técnico (socos) | TUF Brasil 3 | 09/03/2014 (exibição) | 1     | 2:28  | São Paulo | Luta Preliminar  |